# شارلوت من سافوي (ملكة فرنسا)
شارلوت من سافوي (ملكة فرنسا).(11 نوفمبر 1441 - ديسمبر 1، 1483) كانت ملكة فرنسا، زوجة لويس الحادي عشر الثانية. لها ثلاثة أطفال معه بقو عاشوا، وأصبح شارل الثامن ملك، آن الفرنسية وصي العرش و جان دوقة بيري ملكة فرنسا.